# Potamotrygon schroederi
Potamotrygon schroederi är en rockeart som beskrevs av Fernández-Yépez 1958. Potamotrygon schroederi ingår i släktet Potamotrygon och familjen Potamotrygonidae. IUCN kategoriserar arten globalt som otillräckligt studerad. Inga underarter finns listade i Catalogue of Life.